# William Patrick Auld

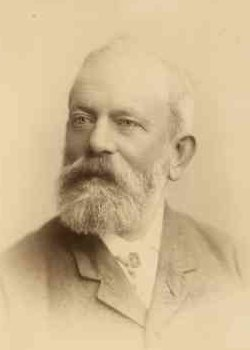
William Patrick Auld, 1880

William Patrick Auld (* 27. Mai 1840 in Stalybridge (England); † 2. September 1912 in Adelaide) war ein australischer Winzer, Weinhändler und Entdecker. Er war der Sohn von Patrick Auld.

## Leben
Er nahm an der 6. Forschungsexpedition von John McDouall Stuart (Dezember 1861 – Dezember 1862) teil, die Australien erfolgreich von Süd nach Nord durchquerte. Er war auch Mitglied der Expedition von Boyle Finniss und Frederick Henry Litchfield im Jahre 1864, die eine Hauptstadt für das Northern Territory auswählen sollte. Während dieser Expedition kam es zu einem Vorfall, der zu einer Anklage Aulds wegen Mords an einem Aborigine führte.
Viele Jahre lang verwaltete er den Weinberg Auldana seines Vaters und wurde als Winzer und Weinkenner geschätzt.